# قلعه فین
 قلعه فین  واقع در بخش فین شهرستان بندرعباس یکی از نقاط دیدنی استان هرمزگان در جنوب ایران است. قلعه فین، در حدود صد کیلومتری شمال بندرعباس قرار دارد.
این قلعه بر روی تپه‌ای مرتفع قرار دارد و قدمت آن را از روی سفال‌های به‌دست آمده می‌توان به قرون میانه اسلامی نسبت داد، اما بنای یاد شده تا دهه‌های اخیر نیز مورد استفاده خوانین منطقه قرار گرفته‌است.
قلعه فین که احتمالاً در زمان ساخت جنبه نظامی داشته‌است، در سال ۱۳۸۱ به شماره ۷۲۷۰ به ثبت آثار ملی ایران رسیده‌است.
این قلعه در زلزله سال ۱۳۸۶ کمی خسارت دیده‌است. متأسفانه این قلعه امروزه ویران شده و تنها بخش‌هایی از برج‌ها و فضاهای معماری آن باقی است. اجزای باقی‌مانده قلعه هم در شرایط بسیار نامطلوبی قرار گرفته و هرلحظه احتمال ریزش بخش‌های بزرگی از آن وجود دارد.
در سال ۱۳۹۵ بخش‌هایی از این قلعه شامل جداره‌ها و دیوار سنگی آن مرمت شده‌است.
و همچنین نقشه برداری جهت  تعیین حریم قلعه توسط  داود صدیق پور  در سال ۱۳۹۷ انجام شده و حریم پیشنهادی به میراث فرهنگی هرمزگان فرستاده شده است .